# Morti nel 1967/Dicembre
| Questa pagina contiene informazioni ricavate automaticamente dalle voci biografiche con l'ausilio del template Bio e di un bot. L'aggiornamento è periodico e automatico e ricostruisce completamente la pagina. Se manca una persona in questa lista, sei pregato di non aggiungerla, ma accertati piuttosto che la sua voce biografica contenga il template Bio e che i dati anagrafici siano correttamente compilati. Se il template Bio manca, inseriscilo tu stesso o, in alternativa, metti l'avviso {{tmp\|Bio}} che ne segnala la mancanza. Se i dati riportati sono sbagliati, correggi direttamente la voce biografica; le modifiche saranno visibili in questa lista entro pochi giorni. Per chiarimenti vedi il progetto biografie. La lista contiene solo le 81 persone che sono citate nell'enciclopedia e per le quali è stato implementato correttamente il template Bio. Pagina aggiornata al 3 mar 2024. |

- 1º dicembre - Cholín, calciatore spagnolo (n. 1906)
- 1º dicembre - Ferenc Szilágyi, esperantista e scrittore ungherese (n. 1895)
- 2 dicembre - Sadeq Mohammad Khan V,  pakistano (n. 1904)
- 2 dicembre - Mario Bettinotti, politico e giornalista italiano (n. 1884)
- 2 dicembre - Phyllis Johnson, pattinatrice artistica su ghiaccio britannica (n. 1886)
- 2 dicembre - Max Neufeld, regista, attore e sceneggiatore austriaco (n. 1887)
- 2 dicembre - Agostino Salvietti, attore italiano (n. 1882)
- 2 dicembre - Francis Joseph Spellman, cardinale e arcivescovo cattolico statunitense (n. 1889)
- 3 dicembre - Hermann Walter Gotthold Frenzel, medico e docente tedesco (n. 1895)
- 3 dicembre - Annette Kolb, scrittrice tedesca (n. 1870)
- 4 dicembre - Pierre Jeanneret, architetto, designer e urbanista svizzero (n. 1896)
- 4 dicembre - Daniel Jones, linguista britannico (n. 1881)
- 4 dicembre - Bert Lahr, attore statunitense (n. 1895)
- 4 dicembre - Algeri Marino, ingegnere italiano (n. 1894)
- 4 dicembre - Angiolo Orvieto, poeta italiano (n. 1869)
- 4 dicembre - Sarah Padden, attrice inglese (n. 1881)
- 4 dicembre - Oswald Rothaug, giurista tedesco (n. 1897)
- 4 dicembre - Luigi di Borbone-Parma, principe (n. 1899)
- 5 dicembre - Giuseppe Lugli, archeologo italiano (n. 1890)
- 5 dicembre - Mariano Rosati, politico italiano (n. 1879)
- 6 dicembre - Óscar Diego Gestido, politico uruguaiano (n. 1901)
- 6 dicembre - Béla Schick, pediatra ungherese (n. 1877)
- 6 dicembre - Arie van der Velden, velista olandese (n. 1881)
- 7 dicembre - House Peters, attore inglese (n. 1880)
- 7 dicembre - George Tessier, storico, archivista e diplomatista francese (n. 1891)
- 8 dicembre - Paul Castanet, mezzofondista francese (n. 1880)
- 8 dicembre - Robert Henry Lawrence, aviatore statunitense (n. 1935)
- 9 dicembre - Johan Lauritzen, calciatore norvegese (n. 1891)
- 9 dicembre - John O'Brien, arbitro di pallacanestro, dirigente sportivo e dirigente d'azienda statunitense (n. 1888)
- 10 dicembre - Joel W. Bunkley, ammiraglio statunitense (n. 1887)
- 10 dicembre - Otis Redding, cantante statunitense (n. 1941)
- 11 dicembre - Howard Freeman, attore statunitense (n. 1899)
- 11 dicembre - Victor de Sabata, direttore d'orchestra e compositore italiano (n. 1892)
- 12 dicembre - Thomas Bamford, calciatore gallese (n. 1905)
- 12 dicembre - Luigi Burlando, allenatore di calcio, calciatore e pallanuotista italiano (n. 1899)
- 12 dicembre - Giovanni Orgera, politico italiano (n. 1894)
- 13 dicembre - Valerija Barsova, soprano sovietico (n. 1892)
- 13 dicembre - Olaf Ruud, calciatore norvegese (n. 1892)
- 15 dicembre - Francesco Verlengia, bibliotecario italiano (n. 1890)
- 16 dicembre - Eugène Pollet, ginnasta francese (n. 1886)
- 16 dicembre - Antonio Riberi, cardinale e arcivescovo cattolico italiano (n. 1897)
- 16 dicembre - Enrico Sailis, politico e giurista italiano (n. 1899)
- 17 dicembre - Harold Holt, politico australiano (n. 1908)
- 17 dicembre - Pietro Leo, politico e storico italiano (n. 1887)
- 19 dicembre - Francesco Geraci, partigiano e politico italiano (n. 1889)
- 19 dicembre - Carmen Melis, soprano italiano (n. 1885)
- 19 dicembre - Samoilă Mârza, fotografo romeno (n. 1886)
- 20 dicembre - Arturo Capdevila, scrittore e poeta argentino (n. 1889)
- 20 dicembre - Félicien Courbet, pallanuotista belga (n. 1888)
- 21 dicembre - Stuart Erwin, attore statunitense (n. 1903)
- 21 dicembre - Louis Washkansky, sportivo lituano (n. 1912)
- 21 dicembre - Walter Weiss, generale tedesco (n. 1890)
- 23 dicembre - Mario Corte, attore, regista e doppiatore italiano (n. 1878)
- 23 dicembre - Nicola Galdo, avvocato e politico italiano (n. 1917)
- 23 dicembre - Aurelio Lenzi, discobolo e pesista italiano (n. 1891)
- 23 dicembre - David McLean, calciatore scozzese (n. 1890)
- 23 dicembre - Alfredo Pacini, cardinale italiano (n. 1888)
- 23 dicembre - Angela Piskernik, ambientalista e botanica slovena (n. 1886)
- 23 dicembre - Kaaren Verne, attrice tedesca (n. 1918)
- 24 dicembre - Louis Rathke, ginnasta e multiplista statunitense (n. 1883)
- 25 dicembre - Amerigo Dumini, militare e criminale italiano (n. 1894)
- 25 dicembre - Alessandro Monteleone, pittore e scultore italiano (n. 1897)
- 26 dicembre - Kjell Pettersen, calciatore norvegese (n. 1912)
- 27 dicembre - Martin Flavin, scrittore e drammaturgo statunitense (n. 1883)
- 27 dicembre - Percy Hodge, siepista e mezzofondista britannico (n. 1890)
- 27 dicembre - Josef Madlener, pittore tedesco (n. 1881)
- 27 dicembre - Friedrich Pfister, filologo e archeologo tedesco (n. 1883)
- 27 dicembre - Enrico Sacchetti, pittore, illustratore e scrittore italiano (n. 1877)
- 27 dicembre - Julius Schaub, generale tedesco (n. 1898)
- 27 dicembre - Gastone Serloreti, criminale di guerra e ufficiale italiano (n. 1905)
- 28 dicembre - Jenő Löwy, allenatore di calcio e calciatore ungherese (n. 1905)
- 28 dicembre - Mária Németh, soprano ungherese (n. 1897)
- 28 dicembre - Andrés Tuduri, calciatore spagnolo (n. 1898)
- 29 dicembre - Harry Fisher, cestista, giocatore di baseball e allenatore di pallacanestro statunitense (n. 1882)
- 29 dicembre - Aage Høy Pedersen, velista danese (n. 1898)
- 29 dicembre - Karel Meijer, pallanuotista olandese (n. 1884)
- 29 dicembre - Paul Whiteman, direttore d'orchestra statunitense (n. 1890)
- 30 dicembre - Vincent Massey, avvocato, diplomatico e politico canadese (n. 1914)
- 31 dicembre - August Becker, chimico e militare tedesco (n. 1900)
- 31 dicembre - Gino Biasi, architetto, pittore e scultore italiano (n. 1928)
- 31 dicembre - Dore Hoyer, ballerina e coreografa tedesca (n. 1911)